# الاتحاد الألماني
الاتحاد الألماني (بالألمانية: Deutscher Bund) كان اتحادًا يضم بصفة رئيسية 39 دولة ذات سيادة مستقلة وناطقة بالألمانية في أوروبا الوسطى، وأنشأه مؤتمر فيينا في عام 1815 بديلًا للإمبراطورية الرومانية المقدسة السابقة، التي كانت قد حُلّت في عام 1806. لم يتضمن الاتحاد الألماني أراضي معينة ناطقة بالألمانية في القسم الغربي من مملكة بروسيا (بروسيا الشرقية، وبروسيا الغربية، وبوزين)، والأقاليم الناطقة بالألمانية في سويسرا، ومنطقة ألزاس الفرنسية، التي كانت في الغالب ناطقة بالألمانية. ضعُف الاتحاد بسبب التنافس بين مملكة بروسيا والإمبراطورية النمساوية، وعدم قدرة أعضائها المتعددين على التسوية. حاولت الثورات الألمانية في فترة 1848-1849، مدفوعةً بالآراء الليبرالية والديمقراطية والاجتماعية والقومية، تحويل الاتحاد إلى دولة اتحادية ألمانية موحدة ذات دستور ليبرالي (يُسمى عادةً دستور فرانكفورت). حُلّت الهيئة الحاكمة للاتحاد، أي البرلمان الاتحادي، بتاريخ 12 يوليو عام 1848، لكن أُعيد تأسيسه في عام 1850 بعد سحق الثورة على يد النمسا وبروسيا ودول أخرى.
حُلّ الاتحاد في النهاية بعد انتصار مملكة بروسيا في حرب مدتها سبعة أسابيع على الإمبراطورية النمساوية في عام 1866. انتهى النزاع حول من يمتلك الحق الطبيعي في حكم الأراضي الألمانية لصالح بروسيا، مؤديًا إلى إنشاء الاتحاد الألماني الشمالي تحت القيادة البروسية في عام 1867، والتي أُضيف إليها الأقسام الشرقية من مملكة بروسيا. بقيت العديد من الدول الألمانية الجنوبية مستقلةً حتى انضمامها إلى الاتحاد الألماني الشمالي، الذي أُعلن عنه وأُعيدت تسميته إلى «الإمبراطورية الألمانية» في عام 1871، أي ألمانيا المتحدة (باستثناء النمسا) مع الملك البروسي إمبراطورًا (قيصر) لها بعد الانتصار على الإمبراطور الفرنسي نابليون الثالث في الحرب البروسية الفرنسية لعام 1870.
اعتبر معظم المؤرخين الاتحاد ضعيفًا وغير فعال، إلى جانب كونه عقبةً في طريق إنشاء دولة قومية ألمانية. كان هذا الضعف جزءًا من تصميمه، لأن القوى العظمى الأوروبية، متضمنةً بروسيا وخاصة النمسا، لم ترغب في أن يصبح دولة قومية. من ناحية ثانية، لم يكن رابطًا «ضعيفًا» بين الدول الألمانية، لأنه كان من المستحيل الخروج من الاتحاد، ولكون قانونه أعلى من قانون الدول المتحالفة. يكمن الضعف الدستوري للاتحاد في مبدأ الإجماع في البرلمان وفي حدود نطاق الاتحاد: كان في الأساس تحالفًا سياسيًا للدفاع عن ألمانيا ضد الهجمات الخارجية وأعمال الشغب الداخلية. للمفارقة، أثبتت الحرب في عام 1866 عدم فعاليته، لأنه كان غير قادر على دمج القوات الاتحادية من أجل محاربة الانشقاق البروسي.

## التاريخ

### خلفية
استمرت حرب التحالف منذ عام 1803 وحتى عام 1806. بعد الهزيمة في معركة أوسترليز على يد الفرنسيين تحت قيادة نابليون في شهر ديسمبر من عام 1805، تنازل الإمبراطور الروماني الفرنسي المقدس الثاني، وحُلّت الإمبراطورية في 6 أغسطس عام 1806. أسست معاهدة برسبورغ الناتجة اتحاد الراين في شهر يوليو من عام 1806، ليضم ستة عشر حليفًا لفرنسا من بين الدول الألمانية (من ضمنها بافاريا وفورتمبيرغ). بعد معركة يينا-أويرشتيد في شهر أكتوبر من عام 1806 في حرب التحالف الرابع، انضمت عدة دول ألمانية أخرى، من ضمنها ساكسونيا وويستفاليا. لم يبقَ خارج اتحاد الراين سوى النمسا، وبروسيا، وهولشتاين الدنماركية، وبوميرانيا السويدية، وإمارة إيرفورت المحتلة من قبل فرنسا. شهدت حرب التحالف السادس الممتدة منذ عام 1812 وحتى شتاء عام 1814 هزيمة نابليون وتحرير ألمانيا. في شهر يوليو من عام 1814، أنشا الألماني الوطني الشهير هاينرش فوم شتاين السلطة الإدارية المركزية لألمانيا في فرانكفورت بديلًا لاتحاد الراين البائد. من ناحية ثانية، كان المندوبون المفوضون المجتمعون في مؤتمر فيينا مصممين على إنشاء اتحاد للدول الألمانية أضعف مما تصوره شتاين.

### التأسيس
أُنشئ الاتحاد الألماني بموجب القرار التاسع لمؤتمر فيينا في 8 يوليو عام 1815 بعد الإشارة إليه في المادة السادسة لمعاهدة باريس عام 1814، التي أنهت حرب التحالف السادس. أُنشئ الاتحاد رسميًا بموجب معاهدة ثانية، وهي الوثيقة الختامية للمؤتمر الوزاري لاستكمال تنظيم الاتحاد الألماني وتوحيده. لم تُبرم وتوقّع من قبل الأطراف حتى 15 مايو عام 1820. انضمت الدول إلى الاتحاد الألماني عندما أصبحت أطرافًا في المعاهدة الثانية. شملت الدول المحددة للانضمام إلى الاتحاد:
1. أنهالت برنبورغ (ورثها دوق أنهالت دساو في عام 1863).
2. أنهالت دساو.
3. أنهالت كوتن (ورثها دوق أنهالت دساو في عام 1847؛ دُمجت مع أنهالت دساو في عام 1853).
4. الإمبراطورية النمساوية (فقط جزء شمل تاج بوهيميا –بوهيميا ومورافيا وسيلسيا النمساوية– والأراضي النمساوية –النمسا، وكارينثيا، وكارنيولا، والساحل، وسالزبورغ، وستيريا، وتيرول، وفورارلبرغ؛ أُضيفت دوقيتا أوشفيتز وزاتور، جزء من مملكة غاليسيا ولودوميريا، في عام 1818).
5. بادن.
6. بافاريا.
7. براونشفايغ.
8. هانوفر.
9. انتخابية هسن (تُعرف أيضًا بـ هسن-كاسل).
10. دوقية هسن الكبرى (تُعرف أيضًا بـ هسن-درامشتات).
11. هسن هومبورغ (انضمت في عام 1817؛ ورثها الدوق الأكبر لهسن درامشتات في عام 1866).
12. هوهنتسولرن هيشنغن (أصبحت جزءًا من بروسيا في عام 1850).
13. هوهنتسولرن زيغمارينغن (أصبحت جزءًا من بروسيا في عام 1850).
14. هولشتاين وساكسونيا لاونبرغ، التابعتان للدنمارك (من ضمنها دوقية شلسفيغ 1848-1851). في 28 نوفمبر عام 1863، استبعد البرلمان الاتحادي المبعوث الدنماركي إلى حين تسوية مشاكل الاستمرارية وتعيين مبعوث جديد من قبل حكومة يعترف بها البرلمان. تخلّت الدنمارك في ما بعد عن كلتا الدوقيتين وعن شلسفيغ معًا لصالح النمسا وبروسيا في 30 أكتوبر عام 1864 نتيجةً لحرب شلسفيغ الثانية. بقيت الدوقيتان عمليًا في الاتحاد، بانتظار تسوية نهائية لحالتهما. لم تصبح شلسفيغ عضوًا في الفترة القصيرة بين هذه الحرب وحل الاتحاد.
15. هولشتاين أولدنبورغ.
16. ليختنشتاين.
17. ليبه ديتمولد.
18. لوكسمبورغ، الدوق الأكبر لها هو الملك الهولندي.
19. مكلنبورغ شفيرين الكبرى.
20. مكلنبورغ ستريليتس الكبرى.
21. ناساو
22. بروسيا. لم تكن مقاطعة بروسيا ودوقية بوزنانيا الكبرى إقليمين اتحاديين إلا في الفترة بين عامي 1848-1850.
23. إمارة رويس، الخط الأكبر
24. إمارة رويس، الخط الأصغر
25. ساكسونيا كوبورغ زالفلد (أصبحت ساكسونيا كوبورغ وغوتا في عام 1826).
26. ساكسونيا غوتا ألتنبورغ (قُسمت وأصبحت ساكسونيا ألتنبورغ في عام 1826).
27. ساكسونيا هيلدبورغهاوزن (قُسمت الدوقية وأصبح الحاكم دوقًا لساكسونيا ألتنبورغ في عام 1826).
28. ساكسونيا مايننغن.
29. ساكسونيا فايمار أيزيناخ الكبرى.
30. ساكسونيا.
31. شاومبورغ ليبه.
32. شفارتسبورغ رودولشتات.
33. شفارتسبورغ سوندرسهاوزن.
34. فالداك وبيرمونت.
35. فورتمبيرغ
36. بريمن.
37. فرانكفورت.
38. هامبورغ.
39. لوبيك.

في عام 1839، وتعويضًا عن خسارة جزء من مقاطعة لوكسمبورغ لصالح بلجيكا، تأسست دوقية ليمبورغ وأصبحت عضوًا في الاتحاد الألماني (الذي عقدته هولندا بالاشتراك مع لوكسمبورغ) حتى حلها في عام 1866. لم تُضم مدينتا ماستريخت وفينلو إلى الاتحاد.
- كانت الإمبراطورية النمساوية والمملكة البروسية هي الأكبر بينها وتُعتبران حتى الآن أقوى أعضاء الاتحاد. لم تُضمن الأجزاء الكبرى من الدولتين في الاتحاد، لأنهما لم تكونا جزءًا من الإمبراطورية الرومانية المقدسة سابقًا، ولم تندمج الأجزاء الكبرى من قواتها المسلحة في الجيش الاتحادي. كان لكل من النمسا وبروسيا صوت واحد فقط في البرلمان الاتحادي.
- امتلكت ستة من الدول الكبرى أيضًا صوتًا واحدًا في البرلمان الاتحادي: مملكة بافاريا، ومملكة ساكسونيا، ومملكة فورتمبيرغ، وانتخابية هسن، ودوقية بادن الكبرى، ودوقية هسن الكبرى.
- حكم ثلاثةً من الدول الأعضاء ملوكٌ خارجيون (أجانب): ملك الدنمارك دوقًا لدوقية هولشتاين ودوقًا لساكسونيا لونبورغ؛ وملك هولندا دوقًا أكبر للوكسمبورغ ودوقًا لدوقية ليمبورغ؛ وملك بريطانيا العظمى (حتى عام 1837) ملكًا لهانوفر، وكانوا جميعًا أعضاءً في الاتحاد. كان لكل منهم صوت واحد في البرلمان الاتحادي.
- تشاركت المدن الحرة الأربع، وهي بريمين وفرانكفورت وهامبورغ ولوبيك، صوتًا واحدًا في البرلمان الاتحادي.
- تشاركت الدول الأربع والعشرون الباقية خمسة أصوات في البرلمان الاتحادي.

## الدول الأعضاء

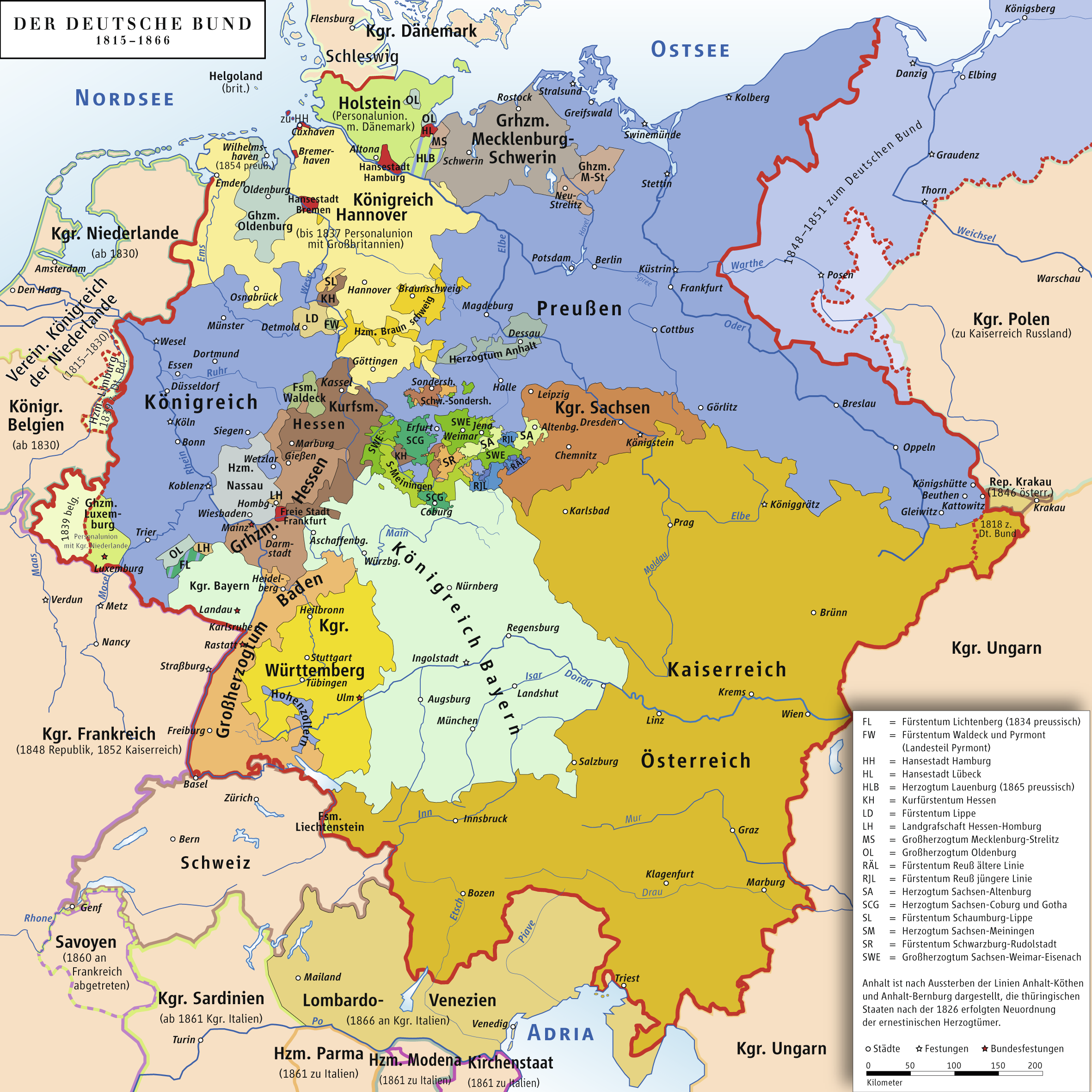
خريطة الاتحاد الألماني

كان الاتحاد الألماني مكوناً من 39 ولاية ولكن كل هذه الولايات استمرت في التصرف بشكل مستقل ومثال على ذلك حروب كل من النمساويين والبروس ضد الدنمارك لم تندلع تحت راية الاتحاد الألماني.
حجم وتأثير الولايات تفاوت بشكل كبير:
- كانت مملكة بروسيا والإمبراطورية النمساوية أكبر وأقوى الولايات على الإطلاق لكن لم تكن كل مدنهما مشاركة في الاتحاد لأنها لم تكن أصلا قسما في الإمبراطورية الرومانية المقدسة وحتى السواد الأعظم من جيشيهما لم يكونا قسما من الاتحاد الألماني، كل من الدوليتين كان لهما صوت واحد في الاجتماع الاتحادي.
- ثلاثة ولايات في الاتحاد كانت تحكم من قبل ملوك أجانب:

ملك الدنمارك وملك هولندا وملك بريطانيا العظمى كانوا أعضاء في الاتحاد حيث كانوا يحكمون ولايات هولشتين (ملك الدنمارك)، لوكسمبورغ وليمبورغ (ملك هولندا)، وولاية هانوفر (ملك بريطانيا)، وكل منهم كان لديه صوت في الاتحاد.
- ست ولايات أخرى كان لديها صوت واحد في المجلس وهي:

بافاريا، ساكسونيا، فورتمبيرغ، ولي عهد هسن، دوق هسن، وبادن.
- 23 ولاية صغرى تشاركت بخمسة أصوات لها جميعاً.
- المدن الأربعة المستقلة بريمن، لوبيك، فرانكفورت وهامبورغ تشاركت بصوت واحد فقط.

### الأعضاء
- إمبراطويات

1. الإمبراطورية النمساوية

- ممالك

1. مملكة بروسيا
2. مملكة بافاريا
3. مملكة ساكسونيا
4. مملكة هانوفر
5. مملكة فورتمبيرغ

- انتخابيات

1. انتخابية هسن

- دوقيات كبرى

1. دوقية بادن الكبرى
2. دوقية هسن الكبرى
3. لوكسمبورغ (فقدت أكثر من نصف أراضيها بتسليم مقاطعة لوكسمبورغ البلجيكية الحالية إلى بلجيكا بعد الثورة البلجيكية سنة 1839).
4. دوقية مكلنبورغ شفيرين الكبرى
5. دوقية مكلنبورغ ستريليتس الكبرى
6. دوقية أولدنبورغ الكبرى (دوقية كبرى من سنة 1829)
7. دوقية ساكسونيا فايمر أيزيناخ الكبرى

- دوقيات

1. أنهالت (أنهالت دساو1، أنهالت برنبورغ1، أنهالت كوتن2)
2. براونشفايغ
3. هولشتاين (متحدة شخصياً مع مملكة الدنمارك ولم تكن عضوا في اتحاد الراين السابق)
4. ليمبورغ (تسبب تقسيم لوكسمبورغ سنة 1839 بدخول مقاطعة ليمبورغ الهولندية الحالية عضوا بالاتحاد بين 5 سبتمبر 1839 و 23 أغسطس 1866 باسم دوقية ليمبورغ. كياناً سياسياً مستقلاً في اتحاد شخصي مع مملكة هولندا. مع بقاء مدينتي ماستريخت وفنلو خارج الاتحاد الألماني).
5. نـَسـّـاو
6. ساكسونيا لاونبورغ
7. ساكسونيا (ساكسونيا ألتنبورغ3، ساكسونيا كوبورغ وغوتا3، ساكسونيا كوبورغ زالفلد4، ساكسونيا غوتا ألتنبورغ4، ساكسونيا هيلدبورغهاوزن4، ساكسونيا مايننغن).
8. شليسفيغ (أثناء حرب شليسفيغ الأولى بين عامي 1848 - 1851)

- إمارات

1. هسن هومبورغ (منذ 1817)
2. هوهنتسولرن (هوهنتسولرن هيشنغن5، هوهنتسولرن زيغمارينغن5)
3. ليشتنشتاين
4. إمارة ليبه
5. رويس (الخط الأكبر، الخط الأصغر)
6. شاومبورغ ليبه
7. شفارتسبورغ (شفارتسبورغ رودولشتات، شفارتسبورغ سوندرسهاوزن)
8. فالدك وبيرمونت

- مدن دول

1. مدينة لوبيك المستقلة
2. مدينة فرانكفوت المستقلة
3. مدينة بريمن المستقلة (لا زالت تشكل ولاية في ألمانيا الحديثة)
4. مدينة هامبورغ المستقلة (لا زالت تشكل ولاية في ألمانيا الحديثة)

1 ملحوظات:
1 اندمجت مع أنهالت عام 1863
2 حتى عام 1847 عندما ورثها دوق أنهالت دساو.
3 من عام 1826
4 حتى عام 1826
5 حتى عام 1850